# William Wemyss
William Wemyss de Wemyss (9 avril 1760 – 4 février 1822) est un militaire écossais de l'armée britannique et membre du Parlement.

## Famille
Il est le fils de James Wemyss (1726-1786) (en), troisième fils de James Wemyss (5e comte de Wemyss), et de son épouse Lady Elizabeth, fille unique du 17e comte de Sutherland.
Le 16 septembre 1788 il épouse Frances, fille de William Erskine (1er baronnet) (en) et ont :
- Frances (1794 – 1858), qui épouse James St Clair-Erskine (3e comte de Rosslyn)[3]
- James Erskine Wemyss (1789 – 1854), contre-amiral;
- William Wemyss (1790 – 1852), lieutenant-général et également colonel du 93e régiment d'infanterie.
- Clementina Wemyss (1805 – 1834), qui s'est mariée avec James Dewar, juge en chef de la Cour suprême, Bombay[4],[5].

Les deux fils épousent les filles de William Hay (17e comte d'Erroll).

## Carrière
De 1784 à 1787, il est député de Sutherland, succédant à son père avant de siéger pour Fife de 1787 à 1796 et de 1807 à 1820.
Capitaine de l'armée par brevet, le 1er juillet 1783 et major le 18 novembre 1786, lieutenant-colonel le 1er octobre 1791 et colonel, 22 août 1795. Il atteint le grade de major-général le 23 juin 1798.
Le major-général William Wemyss lève le 93rd Highlanders en 1799 pour sa cousine la comtesse de Sutherland, 16 ans, Elizabeth Sutherland Leveson-Gower. Le 16 septembre 1800, il en est colonel. Le 30 octobre 1805, il est promu lieutenant-général. Il est aide de camp du major-général William Erskine lors de la campagne de Walcheren en 1809 et pendant la Guerre d'indépendance espagnole. En 1810, il est annoncé qu'il succéderait à Hew Dalrymple comme colonel du 37th (North Hampshire) Regiment of Foot, le général Needham devenant colonel du 93rd, mais les nominations n'ont pas eu lieu et Wemyss est resté colonel du 93e régiment d'infanterie jusqu'à sa mort, lorsqu'il est remplacé par Thomas Hislop (1er baronnet).
Il est promu général de division le 4 juin 1814.